# Wesnianka (obwód żytomierski)
Wesnianka (ukr. Веснянка) – wieś na Ukrainie, w obwodzie żytomierskim, w rejonie pulińskim. W 2001 roku liczyła 201 mieszkańców.